# Mattia Martella
Mattia Martella (Atri, 17 gennaio 1991) è un pilota motociclistico italiano.

## Carriera
Ex-crossista, ha debuttato nel supermotard nel 2005 nel campionato italiano.
Nel 2009 diventa campione italiano categoria S5 e da allora corre nel campionato italiano ed europeo su una KTM.
Nel campionato continentale, il suo miglior risultato è il 6º posto in classifica finale nel 2011 (categoria Open). Nello stesso anno ha chiuso all'11º posto il campionato italiano classe S1.